# Der Göttergatte
Der Göttergatte är en operett med förspel och två akter med musik av Franz Lehár och libretto av Victor Léon und Leo Stein. Den hade premiär den 20 januari 1904 på Carltheater i Wien.
Lehár reviderade verket två gånger, först som Die ideale Gattin (1913) och sedan som Die Tangokönigin (1921). Julius Brammer och Alfred Grünwald skrev de reviderade texterna vilka, till skillnad från originalet, inte utspelas i antikens Grekland.
Der Göttergatte travesterar Kleists tragikomedi Amphitryon och påminner i stilen om Jacques Offenbach.

## Personer
- Jupiter
- Juno
- Merkur
- Mars
- Amor
- Thalia
- Mäandros, Theaterdirektor
- Amfitryon, Kung av Thebe
- Alkman
- Sosias
- Charit, hustru till Sosias

## Handling
Förspel: Uppe på Olympen
Teaterdirektören Mäandros, på jakt efter ett inkomstbringande teaterstycke, besöker musan Thalia uppe på Olympen. Med Thalias hjälp får Mäandros en audiens inför Jupiter och lycks vinna över honom för en ny teatersensation: Operetten. Överguden är överförtjust och frambringar på kort tid ett passande libretto. I hemlighet beger sig Jupiter och Mercurius ned till jorden för att uppleva äventyr. Detta ska med hjälp av operetten meddelas människorna. Jupiters maka Juno följer efter i smyg, då hon alltför väl vet att hennes make har en förkärlek för vissa former av äventyr. Jupiter förvandlar Mercur till tjänaren Sosias från kungariket Thebe. Där väntar den vackra Alkmene på sin gemål Amphitryon, kung av Thebe, som krigar i Makedonien. Då den förklädde Merkur såsom Sosias tillkännager Amphitryons hemkomst anar Juno avsikten och intar Alkmenes gestalt. På så sätt ska hon överbevisa sin make om otrohet.

Akt I – Amphitryons palats
Under tiden har den riktige Amphitryon sänt sin riktige tjänare hem för att meddela om hemkomsten nästa dag. Stor förvirring uppstår i palatset då först den äkta och sedan den falske Sosias kommer in. Situationen löses först då Juno skickar efter den riktiga Alkmene. Då Jupiter (som Amphitryon) dyker upp visas han in i sovgemaket av Juno (som Alkmene). Jupiter flyr från palatset.  bricht Jupiter sofort wieder auf und verlässt den Palast. Samtidigt visar sig den riktige Amphitryon, som Juno ånyo tror är Jupiter. 
Akt II – en park bakom palatset
Alla missförstånd klaras upp. Amphitryon gläder sig över sin hustrus trohet och Juno över att ha saboterat Jupiters planer. Jupiter lovar att sluta med dylika äventyr i framtiden.

## Diskografi
Det existerar en bevarad historisk radioupptagning från Wiener Rundfunk den 15 mars 1945 under musikalisk ledning av Max Schönherr. Sångarna var Liesl Andergast (Juno), Franz Borsos (Jupiter), Anton Dermota (Amphitryon), Henny Herze (Alkmene), Fred Liewehr (Sosias) och Lizzi Holzschuh (Charis). Skivmärket CPO gav 2012 ut en CD av sagda inspelning.

## Musiknummer
Ouvertyr
Nr. 1 Introduktion: Wir armen, armen Musen
Nr. 2 Duett: Bonjour Mon Ami
Nr. 3 Duettino: Ich harre dein
Nr. 4 Finale I: Alle sind informiert
Nr. 5a. Melodram
Nr. 6 Entree und Serenade: Heute Nacht ist es besonders finster
Nr. 6a Entree: Heute Nacht wird etwas vor sich gehen
Nr. 7 Jupiters Ankunft und Duett: Wer kündet Amphitryon an
Nr. 8 Terzett: Du hast mich doch betrogen
Nr. 10: Cupido-Lied: Man hält mich für den größten aller Götter
Nr. 12 Lied: Wachst Du Liebchen
Nr. 13 Finale II: Alkmene, Geliebte
Nr. 14 Zwischenmusik
Nr. 15 Jeder Mann glaubt seiner Frau
Nr. 16 Terzett: Wer ein Trinklied singt
Nr. 16a: Jupiter Marsch: Nun zum letzten Mal zu ihr
Nr. 18 Schlussgesang: Cupido du loser Spötter